# Sarugami

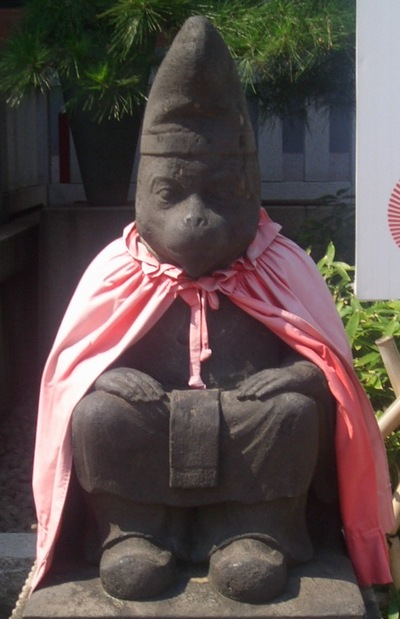
Sarugami im Hie-Schrein zu Tokio.

Sarugami (japanisch 猿神; „Affengott“), auch Sarushin gelesen, ist die Bezeichnung für eine Gruppe von sogenannten Kami (神; „Gottheiten“, „Naturgeister“) aus der japanischen Mythologie. Ihr Charakter wird durchweg als zwiespältig beschrieben. Das böse Gegenstück zu den Sarugami sind die Reru-saru (れる猿; „Affenmonster“).

## Mythologie
Sarugami gelten meist als Reinkarnationen des Sonnengottes Hiyoshi-Daijin (日吉大神) oder als Boten der Berggötter San'nō (山王神) und Ōyamakui-no-kami (大山咋神). Sie werden seit der frühen Nara-Zeit als Schutzpatrone der Kinder, Tänzer und Glücksspieler verehrt. Gemäß der Shintō-Lehre und des Buddhismus können böse, sündige und unbelehrbare Menschen als Affen wiedergeboren werden.
Eine beliebte und bekannte Volkssage in Japan ist Sarugami-taiji (猿神退治; „Die Vernichtung des Affengottes“), die im berühmten Konjaku Monogatarishū (今昔物語集, „Geschichtensammlung von Einst und Jetzt“) des Mönches Toba Sōjō aus dem 12. Jahrhundert der Heian-Zeit erscheint. Darin wird erzählt, wie drei mutige Samurai einen Affengott überlisteten und töteten, weil er aus den umliegenden Dörfern Mädchen entführen ließ, um sie dann zur Heirat zu zwingen. Eine weitere berühmte Legende ist Mimasaka kunie-no sarushin hakari-koto ikenie wo todomuru koto (美作國神依猟師謀止生贄語; „Wie ein Jäger das Menschenopfer an die Affengottheit bei Mimasaka abschaffte“) aus demselben Werk. Darin wird erzählt, wie ein Jäger es schaffte, eine ganze Provinz von einem Affengott zu befreien, dem seine Macht zu Kopf gestiegen war, der die Menschen als seine Diener betrachtete und von ihnen Menschenopfer verlangte.

## Hintergrund
Die Gestalt der Sarugami geht auf die Affenart Japanmakak (Macaca fuscata) zurück, die in Japan recht häufig vorkommt und dort Nihon-zaru (日本猿; „Japan-Affe“) genannt wird. Sie ist für ihr zwiespältiges Wesen berüchtigt: Einerseits gilt die Affenart als „klug“, „gelehrig“ und „putzig“, aber auch als „unberechenbar“, „aufbrausend“ und „respektlos“. In der ländlichen Folklore wird sie zuweilen als Glücksbringer betrachtet, in der Landwirtschaft ist sie hingegen vor allem als Ernte- und Vorratsschädling gefürchtet. Zeitweise sollen Affenplagen so heftig gewesen sein, dass die Makaken vom Menschen fast ausgerottet wurden. Japanmakaken können in der Tat große Verwüstungen durch Plünderungen und Vandalismus anrichten. Gegenüber Menschen werden sie gelegentlich auch aggressiv und bissig. Früher sollen die Affen sogar Säuglinge entführt haben. Naturschützer und Primatenforscher konnten mit politischem wie schulischem Engagement für den Schutz und Erhalt der Japanmakaken sorgen, sodass deren Populationen derzeit als „stabil“ eingestuft werden. Heute sind Japanmakaken in ländlichen Gegenden gelegentlich auch als Haustiere beliebt. Diese Praxis wird allerdings kontrovers bis kritisch wahrgenommen.
Die Verbindung von göttlichen Affen mit der Sonne, beziehungsweise mit bestimmten Sonnengöttern, rührt sehr wahrscheinlich von der Eigenart der Makaken her, sich pünktlich zum Sonnenaufgang in großer Zahl zu versammeln und viel Gezeter und Theater zu veranstalten – ganz so, als würden sie die Sonne begrüßen und anbeten. Eine der wichtigsten religiösen Schriften über Sarugami ist das Shintō-Werk Yōtenki (耀天記; „Aufzeichnungen des strahlenden Himmels“), das von einem Mönch des Enryaku-ji-Tempels (延暦寺) um 1232 auf dem Berg Hiei-zan (比叡山) geschrieben wurde. Es widmet sich hauptsächlich der Gottheit San’nō und deren Heilslehren. Ein weiteres wichtiges Religionswerk ist die Märchensammlung Nihon-kuni Gembōzen Aku-Ryōiki (日本國現報善悪霊異記, „Aufzeichnungen über Wunder von guten wie bösen Geistern im Lande Japan“). Es wurde um 822 von dem buddhistischen Mönch Kyōkai verfasst. Darin wird die Wiedergeburt böser oder sündiger Menschen als Affen gelehrt. Bekannte Heiligtümer sind unter anderem der Jikō-ji-Tempel (慈光寺) in Nagaoka (Präfektur Niigata) und der Hiyoshi-Schrein (日吉大社; Hiyoshi-Taisha) in Ōtsu (Präfektur Shiga). Wichtige Zeremonien zu Ehren der Sarugami sind unter anderem der Affentanz Sarugaku (猿楽; „Affentheater“) und der Sanbasō (三番叟; „Scharade“), die als Neujahrsfeste begangen werden. Diese Tänze fanden auch Eingang in Kabuki- und Nō-Theater.